# Ilja Antonov
Pour les articles homonymes, voir Antonov.
Ilja Antonov, né à Tallinn le 5 décembre 1992, est un footballeur international estonien jouant au milieu de terrain au FC Kuressaare.

## Biographie

### En club

#### FCI Levadia (2012-2016)
Il rejoint le FCI Levadia en mars 2012 pour un contrat courant jusque fin 2013.
Antonov a remporté lors de son premier passage au FCI Levadia deux championnats d'Estonie, en 2013 et 2014, ainsi qu'une coupe d'Estonie, en 2014.
Il quitte librement le club en 2017, malgré une offre venant de SønderjyskE, club de première division danoise, les dirigeants du club estonien estimant l'offre trop faible.

#### SV Horn (2017)
Courtisé par divers clubs d'Europe du Nord et d'Europe centrale, il signe finalement pour le SV Horn en 2017, vantant les qualités du club autrichien, qu'Antonov décrit comme "professionnel", avec un "excellent centre d'entraînement". Il rompt néanmoins son contrat dès mai 2017, avant de partir pour la Slovénie.

#### NK Rudar Velenje (2017-2018)
Après une brève période d'essai, il signe au NK Rudar Velenje en juillet 2017, pour un contrat de deux ans.
Il joue son premier match avec le club slovène lors de la deuxième journée du championnat en entrant à la 66e minute face au NK Ankaran. Le score se conclut sur une victoire 3 à 1 en faveur du club d'Antonov.

#### FC Hermannstadt (2018-2019)
Après une seule année en Slovénie, Ilja Antonov tente cette fois-ci sa chance en Roumanie, en signant avec le FC Hermannstadt, récemment promu en première division roumaine, jusqu'à l'été 2020. Radu Negut, directeur sportif d'Hermannstadt, déclare avoir de "grands espoirs" envers le joueur âgé de 25 ans.
Une petite polémique éclate en juin 2019 : alors qu'Antonov était convoqué par la sélection estonienne pour des matchs contre l'Allemagne et l'Irlande du Nord, son club a refusé de le libérer, devant jouer les barrages de relégation. Antonov déclare cependant que du moment que le club compte clairement sur lui, il n'avait pas d'inquiétude à se faire.
Son contrat est résilié quelques semaines plus tard, fin juin 2019.

#### FC Ararat-Armenia (2019-2020)
Aussitôt après son départ d'Hermannstadt, Antonov signe un contrat avec le champion d'Arménie en titre, le FC Ararat-Armenia.
Après une saison où il a notamment inscrit un but en Ligue Europa, et où il est devenu le premier joueur estonien à remporter le Championnat d'Arménie, il est libéré par le club en juin 2020, mais y reste quand même jusqu'en décembre, voulant gagner son temps de jeu sous le nouvel entraîneur du club arménien. Il ne rejoue cependant pas durant cette période, et quitte finalement le FC Ararat-Armenia.

#### Retour au FCI Levadia (2021-2022)
Malgré une préférence pour continuer sa carrière à l'étranger, Ilja Antonov retourne au FCI Levadia en février 2021 jusqu'en 2023.
Le milieu de terrain revient néanmoins avec un temps plus réduit que lors de son ancien passage dans le club estonien. Il affiche néanmoins sa détermination à vouloir retrouver un temps de jeu régulier.
Alors qu'il était en fin de contrat en 2023, le joueur apprend son départ du FCI Levadia via internet, ce qui ne manque pas de le mettre en colère :  "le comportement de la nouvelle direction n'était pas normal", a déclaré l'international estonien à Soccernet, média sportif national.

#### JK Nõmme Kalju (2023)
À la suite de son difficile départ de Levadia, Ilja Antonov fait un essai avec le club de Nõmme Kalju, récent quatrième de première division estonienne, tout en espérant retrouver un club étranger.
Il signe finalement un contrat avec le club le 10 février 2023, et est titularisé avec son nouveau club le 4 mars 2023 dès le premier match de la saison 2023 face à Tallinna Kalev, qui se conclut sur un match nul 0-0. Il marque son premier but le 9 avril 2023 contre Paide Linnameeskond d'une frappe sèche dans la lucarne gauche.

#### Cornivul Hunedoara (2023-2024)
Après une seule saison à Kalju, Antonov retourne en Roumanie en signant au Cornivul Hunedoara, alors en deuxième division roumaine. Il est titulaire pour son premier match et sa première victoire avec Cornivul, en gagnant 2 à 1 face à Ceahlăul.

### Sélection nationale
Il n'est pas sélectionné dans la plupart des équipes jeunes d'Estonie, et n'est sélectionné qu'en espoirs, dans le même temps que son arrivée au FCI Levadia.
Il est néanmoins sélectionné en équipe A dès ses 19 ans, en novembre 2012, lorsqu'il est titularisé en tant que milieu axial face à l'Oman, avant d'être remplacé à la 57e minute par Eino Puri. Il ne fait son retour en équipe A qu'en 2014, ayant principalement été sélectionné en espoirs entre 2012 et 2013.
Il marque son premier but avec l'Estonie le 17 novembre 2015 face à Saint-Christophe-et-Nièvès, qui se conclut sur une victoire 3-0 des Estoniens.
Ilja Antonov est cependant de moins en moins appelé avec l'équipe d'Estonie depuis 2019, n'ayant fait que cinq sélections depuis novembre 2018. Il signe néanmoins sa cinquantième sélection face à l'Arménie le 8 septembre 2020.
Il fait un retour surprise en sélection en 2021, lorsqu'il honore sa cinquante-et-unième sélection au poste d'arrière droit contre la République Tchèque.

## Statistiques

### En club
| Saison                | Club                  | Championnat           | Championnat | Championnat | Championnat | Coupe(s) nationale(s) | Coupe(s) nationale(s) | Coupe(s) nationale(s) | Compétition(s) continentale(s) | Compétition(s) continentale(s) | Compétition(s) continentale(s) | Compétition(s) continentale(s) | Total | Total | Total |
| Saison                | Club                  | Division              | M.          | B.          | P.d.        | M.                    | B.                    | P.d.                  | Comp.                          | M.                             | B.                             | P.d.                           | M.    | B.    | P.d.  |
| 2011                  | FC Puuma              | Esiliiga              | 34          | 14          | 0           | 1                     | 0                     | 0                     | -                              | -                              | -                              | -                              | 35    | 14    | 0     |
| 2012                  | FC Puuma              | Esiliiga              | -           | -           | -           | 1                     | 0                     | 0                     | -                              | -                              | -                              | -                              | 1     | 0     | 0     |
| Sous-total            | Sous-total            | Sous-total            | 34          | 14          | 0           | 2                     | 0                     | 0                     | -                              | -                              | -                              | -                              | 36    | 14    | 0     |
| 2012                  | FCI Levadia Tallinn   | Meistriliiga          | 33          | 3           | 0           | 5                     | 3                     | 0                     | C3                             | 4                              | 0                              | 0                              | 42    | 6     | 0     |
| 2013                  | FCI Levadia Tallinn   | Meistriliiga          | 30          | 1           | 0           | 4                     | 1                     | 0                     | C3                             | 4                              | 0                              | 0                              | 38    | 2     | 0     |
| 2014                  | FCI Levadia Tallinn   | Meistriliiga          | 29          | 2           | 0           | 4                     | 0                     | 0                     | C1                             | 4                              | 0                              | 0                              | 37    | 2     | 0     |
| 2015                  | FCI Levadia Tallinn   | Meistriliiga          | 19          | 3           | 0           | 2                     | 1                     | 0                     | C1                             | 2                              | 0                              | 0                              | 23    | 4     | 0     |
| 2016                  | FCI Levadia Tallinn   | Meistriliiga          | 29          | 1           | 1           | 3                     | 0                     | 0                     | C3                             | 4                              | 1                              | 0                              | 36    | 2     | 1     |
| Sous-total            | Sous-total            | Sous-total            | 140         | 10          | 1           | 18                    | 5                     | 0                     | -                              | 18                             | 1                              | 0                              | 176   | 16    | 1     |
| 2016-2017             | SV Horn               | 2. Liga               | 14          | 0           | 1           | -                     | -                     | -                     | -                              | -                              | -                              | -                              | 14    | 0     | 1     |
| 2017-2018             | NK Rudar Velenje      | PrvaLiga              | 25          | 0           | 2           | 1                     | 0                     | 0                     | -                              | -                              | -                              | -                              | 26    | 0     | 2     |
| 2018-2019             | FC Hermannstadt       | Liga I                | 18          | 0           | 0           | 1                     | 0                     | 0                     | -                              | -                              | -                              | -                              | 19    | 0     | 0     |
| 2019-2020             | FC Ararat-Armenia     | Premier-Liga          | 18          | 0           | 0           | 4                     | 0                     | 0                     | C1+C3                          | 2+5                            | 0+1                            | 0                              | 29    | 1     | 0     |
| 2020-2021             | FC Ararat-Armenia     | Premier-Liga          | 0           | 0           | 0           | 0                     | 0                     | 0                     | -                              | -                              | -                              | -                              | 0     | 0     | 0     |
| Sous-total            | Sous-total            | Sous-total            | 18          | 0           | 0           | 4                     | 0                     | 0                     | -                              | 7                              | 1                              | 0                              | 29    | 1     | 0     |
| 2021                  | FCI Levadia Tallinn   | Meistriliiga          | 18          | 0           | 0           | 4                     | 0                     | 0                     | C4                             | 3                              | 0                              | 0                              | 25    | 0     | 0     |
| 2022                  | FCI Levadia Tallinn   | Meistriliiga          | 27          | 0           | 3           | 1                     | 0                     | 0                     | C1+C4                          | 1+2                            | 0                              | 0                              | 31    | 0     | 3     |
| Sous-total            | Sous-total            | Sous-total            | 45          | 0           | 3           | 5                     | 0                     | 0                     | -                              | 6                              | 0                              | 0                              | 56    | 0     | 3     |
| 2023                  | JK Nõmme Kalju        | Meistriliiga          | 13          | 1           | 2           | 0                     | 0                     | 0                     | -                              | -                              | -                              | -                              | 13    | 1     | 2     |
| 2023-2024             | Corvinul Hunedoara    | Liga II               | 10          | 0           | 0           | 1                     | 0                     | 0                     | -                              | -                              | -                              | -                              | 11    | 0     | 0     |
| Total sur la carrière | Total sur la carrière | Total sur la carrière | 260         | 25          | 9           | 30                    | 5                     | 0                     | -                              | 31                             | 2                              | 0                              | 321   | 32    | 9     |

### En sélection
| Matchs internationaux de Ilja Antonov | Matchs internationaux de Ilja Antonov | Matchs internationaux de Ilja Antonov                  | Matchs internationaux de Ilja Antonov | Matchs internationaux de Ilja Antonov | Matchs internationaux de Ilja Antonov | Matchs internationaux de Ilja Antonov                             |
|                                       | Date                                  | Lieu                                                   | Adversaire                            | Résultat                              | Compétition                           | Notes                                                             |
| ------------------------------------- | ------------------------------------- | ------------------------------------------------------ | ------------------------------------- | ------------------------------------- | ------------------------------------- | ----------------------------------------------------------------- |
| 1.                                    | 8 novembre 2012                       | Complexe sportif du Sultan Qaboos, Mascate, Oman       | Oman                                  | 1 - 2                                 | Match amical                          | Titulaire, remplacé à la 57e minute par Eino Puri.                |
| 2.                                    | 5 mars 2014                           | Victoria Stadium, Gibraltar                            | Gibraltar                             | 0 - 2                                 | Match amical                          | Entre en jeu à la 73e minute en remplaçant Sergei Mošnikov.       |
| 3.                                    | 26 mai 2013                           | A. Le Coq Arena, Tallinn, Estonie                      | Gibraltar                             | 1 - 1                                 | Match amical                          | Titulaire.                                                        |
| 4.                                    | 29 mai 2013                           | Stade Daugava, Riga, Lettonie                          | Lettonie                              | 0 - 0 (4 - 2)                         | Match amical (Coupe de la Baltique)   | Titulaire, remplacé à la 71e minute par Martin Vunk.              |
| 5.                                    | 31 mai 2013                           | Stade olympique de Ventspils, Ventspils, Lettonie      | Finlande                              | 0 - 2                                 | Match amical (Coupe de la Baltique)   | Entre en jeu à la 72e minute en remplaçant Eino Puri.             |
| 6.                                    | 4 juin 2014                           | Laugardalsvöllur, Reykjavik, Islande                   | Islande                               | 1 - 0                                 | Match amical                          | Titulaire, remplacé à la 87e minute par Henri Anier.              |
| 7.                                    | 7 juin 2014                           | A. Le Coq Arena, Tallinn, Estonie                      | Tadjikistan                           | 2 - 1                                 | Match amical                          | Titulaire.                                                        |
| 8.                                    | 4 septembre 2014                      | Friends Arena, Solna, Suède                            | Suède                                 | 2 - 0                                 | Match amical                          | Titulaire.                                                        |
| 9.                                    | 8 septembre 2014                      | A. Le Coq Arena, Tallinn, Estonie                      | Slovénie                              | 1 - 0                                 | Éliminatoires Euro 2016               | Titulaire, remplacé à la 67e minute par Gert Kams.                |
| 10.                                   | 9 octobre 2014                        | Stade LFF, Vilnius, Lituanie                           | Lituanie                              | 1 - 0                                 | Éliminatoires Euro 2016               | Titulaire.                                                        |
| 11.                                   | 12 octobre 2014                       | A. Le Coq Arena, Tallinn, Estonie                      | Angleterre                            | 0 - 1                                 | Éliminatoires Euro 2016               | Titulaire.                                                        |
| 12.                                   | 12 novembre 2014                      | Ullevaal Stadion, Oslo, Norvège                        | Norvège                               | 0 - 1                                 | Match amical                          | Titulaire.                                                        |
| 13.                                   | 15 novembre 2014                      | Stade Olympique de Serravalle, Serravalle, Saint-Marin | Saint-Marin                           | 0 - 0                                 | Éliminatoires Euro 2016               | Titulaire.                                                        |
| 14.                                   | 18 novembre 2014                      | A. Le Coq Arena, Tallinn, Estonie                      | Jordanie                              | 1 - 0                                 | Match amical                          | Titulaire, remplacé à la mi-temps par Karol Mets.                 |
| 15.                                   | 27 décembre 2014                      | Stade Abdallah-ben-Khalifa, Doha, Qatar                | Qatar                                 | 3 - 0                                 | Match amical                          | Titulaire.                                                        |
| 16.                                   | 27 mars 2015                          | Swissporarena, Lucerne, Suisse                         | Suisse                                | 3 - 0                                 | Éliminatoires Euro 2016               | Titulaire.                                                        |
| 17.                                   | 31 mars 2015                          | A. Le Coq Arena, Tallinn, Estonie                      | Islande                               | 1 -1                                  | Match amical                          | Entre en jeu à la place de Aleksandr Dmitrijev à 90e+1 minute.    |
| 18.                                   | 9 juin 2015                           | Veritas Stadion, Turku, Finlande                       | Finlande                              | 0 - 2                                 | Match amical                          | Titulaire, remplacé par Konstantin Vassiljev à la 63e minute.     |
| 19.                                   | 14 juin 2015                          | A. Le Coq Arena, Tallinn, Estonie                      | Saint-Marin                           | 2 - 0                                 | Éliminatoires Euro 2016               | Entre en jeu à la place de Konstantin Vassiljevv à 79e minute.    |
| 20.                                   | 12 octobre 2015                       | A. Le Coq Arena, Tallinn, Estonie                      | Suisse                                | 0 - 1                                 | Éliminatoires Euro 2016               | Titulaire.                                                        |
| 21.                                   | 17 novembre 2015                      | A. Le Coq Arena, Tallinn, Estonie                      | Saint-Christophe-et-Niévès            | 3 - 0                                 | Match amical                          | Entre en jeu à la place de Karol Mets à la 18e minute ; buteur.   |
| 22.                                   | 6 janvier 2016                        | Armed Forces Stadium, Abu Dhabi, Emirats Arabes Unis   | Suède                                 | 1 - 1                                 | Match amical                          | Titulaire, remplacé à la 75e minute par Vladimir Avilov.          |
| 23.                                   | 24 mars 2016                          | A. Le Coq Arena, Tallinn, Estonie                      | Norvège                               | 0 - 0                                 | Match amical                          | Entre en jeu à la place de Konstantin Vassiljevv à la 90e minute. |
| 24.                                   | 29 mars 2016                          | A. Le Coq Arena, Tallinn, Estonie                      | Serbie                                | 0 - 1                                 | Match amical                          | Titulaire, remplacé à la 86e minute par Rauno Sappinen.           |
| 25.                                   | 29 mai 2016                           | Stade central de Klaipėda, Klaipėda, Lituanie          | Lituanie                              | 2 - 0                                 | Match amical                          | Titulaire.                                                        |
| 26.                                   | 1er juin 2016                         | A. Le Coq Arena, Tallinn, Estonie                      | Andorre                               | 2 - 0                                 | Match amical                          | Entre en jeu à la place de Nikita Baranov à la mi-temps.          |
| 27.                                   | 4 juin 2016                           | A. Le Coq Arena, Tallinn, Estonie                      | Lettonie                              | 0 - 0                                 | Match amical                          | Titulaire.                                                        |
| 28.                                   | 8 juin 2016                           | Estádio da Luz, Lisbonne, Portugal                     | Portugal                              | 7 - 0                                 | Match amical                          | Titulaire.                                                        |
| 29.                                   | 31 août 2016                          | Pärnu Rannastaadion, Pärnu, Estonie                    | Malte                                 | 1 - 1                                 | Match amical                          | Entre en jeu à la place de Aleksandr Dmitrijev à 69e minute.      |
| 30                                    | 6 septembre 2016                      | Stade Bilino-Polje, Zenica, Bosnie-Herzégovine         | Bosnie-Herzégovine                    | 5 - 0                                 | Éliminatoires Coupe du Monde 2018     | Titulaire, remplacé à la 86e minute par Rauno Sappinen.           |
| 31.                                   | 28 mars 2017                          | A. Le Coq Arena, Tallinn, Estonie                      | Croatie                               | 3 - 0                                 | Match amical                          | Entre en jeu à la place d'Artjom Dmitrijev à la 86e minute.       |
| 32.                                   | 31 août 2017                          | Stade Karaïskakis, Le Pirée, Grèce                     | Grèce                                 | 0 - 0                                 | Éliminatoires Coupe du Monde 2018     | Entre en jeu à la place de Aleksandr Dmitrijev à 81e minute.      |
| 32.                                   | 3 septembre 2017                      | A. Le Coq Arena, Tallinn, Estonie                      | Chypre                                | 1 - 0                                 | Éliminatoires Coupe du Monde 2018     | Titulaire.                                                        |
| 33.                                   | 7 octobre 2017                        | Stade de l'Algarve, Almancil, Portugal                 | Gibraltar                             | 0 - 6                                 | Éliminatoires Coupe du Monde 2018     | Entre en jeu à la place de Konstantin Vassiljevv à la 21e minute. |
| 34.                                   | 10 octobre 2017                       | A. Le Coq Arena, Tallinn, Estonie                      | Bosnie-Herzégovine                    | 1 - 2                                 | Éliminatoires Coupe du Monde 2018     | Titulaire, auteur d'un but.                                       |
| 35.                                   | 9 novembre 2017                       | Bolt Arena, Helsinki, Finlande                         | Finlande                              | 3 - 0                                 | Match amical                          | Titulaire, remplacé à la 60e minute par Artjom Dmitrijev.         |
| 36.                                   | 12 novembre 2017                      | A. Le Coq Arena, Tallinn, Estonie                      | Malte                                 | 0 - 3                                 | Match amical                          | Titulaire, remplacé à la 55e minute par Mattias Kält.             |
| 37.                                   | 7 janvier 2018                        | Stade Cheikh-Zayed, Abu Dhabi, Émirats Arabes Unis     | Suède                                 | 1 - 1                                 | Match amical                          | Titulaire, remplacé à la mi-temps par Mihkel Ainsalu.             |
| 38.                                   | 24 mars 2018                          | Stade Républicain Vazgen-Sargsian, Erevan, Arménie     | Arménie                               | 0 - 0                                 | Match amical                          | Entre en jeu à la place de Slim Luts à la 77e minute.             |
| 39.                                   | 27 mars 2018                          | Stade Mikheil-Meskhi, Tbilissi, Géorgie                | Géorgie                               | 2 - 0                                 | Match amical                          | Titulaire, remplacé à la mi-temps par Artjom Dmitrijev.           |
| 40.                                   | 30 mai 2018                           | Rakvere Linnastaadion, Rakvere, Estonie                | Lituanie                              | 2 - 0                                 | Match amical (Coupe de la Baltique)   | Entre en jeu à la 62e minute.                                     |
| 41.                                   | 2 juin 2018                           | Stade Daugava, Riga, Lettonie                          | Lettonie                              | 1 - 0                                 | Match amical (Coupe de la Baltique)   | Entre en jeu à la place de Brent Lepistu à la mi-temps.           |
| 42.                                   | 9 juin 2018                           | A. Le Coq Arena, Tallinn, Estonie                      | Maroc                                 | 1 - 3                                 | Match amical                          | Entre en jeu à la 77e minute, à la place de Artjom Dmitrijev.     |
| 43.                                   | 11 septembre 2018                     | Veritas Stadion, Turku, Finlande                       | Finlande                              | 1 - 0                                 | Ligue des Nations                     | Entre en jeu à la 77e minute, à la place de Artjom Dmitrijev.     |
| 44.                                   | 15 octobre 2018                       | A. Le Coq Arena, Tallinn, Estonie                      | Hongrie                               | 3 - 3                                 | Ligue des Nations                     | Titulaire.                                                        |
| 45.                                   | 15 novembre 2018                      | Groupama Aréna, Budapest, Hongrie                      | Hongrie                               | 2 - 0                                 | Ligue des Nations                     | Titulaire.                                                        |
| 46.                                   | 18 novembre 2018                      | Stade olympique d'Athènes, Athènes, Grèce              | Grèce                                 | 0 - 1                                 | Ligue des Nations                     | Entre en jeu à la place de Brent Lepistu à la 68e minute.         |
| 47.                                   | 13 octobre 2019                       | A. Le Coq Arena, Tallinn, Estonie                      | Allemagne                             | 0 - 3                                 | Éliminatoires Euro 2020               | Titulaire.                                                        |
| 48.                                   | 14 novembre 2019                      | Slavuytch Arena, Zaporijjia, Ukraine                   | Ukraine                               | 1 - 0                                 | Match amical                          | Entre en jeu à la place de Mihkel Ainsalu à la 63e minute.        |
| 49.                                   | 19 novembre 2019                      | Johan Cruyff Arena, Amsterdam, Pays-Bas                | Pays-Bas                              | 5 - 0                                 | Éliminatoires Euro 2020               | Titulaire.                                                        |
| 50.                                   | 8 septembre 2020                      | Stade Républicain Vazgen-Sargsian, Erevan, Arménie     | Arménie                               | 2 - 0                                 | Ligue des Nations                     | Titulaire, remplacé à la 67e minute par Konstantin Vassiljevv.    |
| 51.                                   | 24 mars 2021                          | Arena Lublin, Lublin, Pologne                          | Tchéquie                              | 2 - 6                                 | Éliminatoires Coupe du Monde 2022     | Titulaire, remplacé à la 73e minute par Sander Puri.              |